# دوغ ماكدونالد
دوغ ماكدونالد هو لاعب هوكي الجليد كندي، ولد في 8 فبراير 1969 في Assiniboia, Saskatchewan ‏ في كندا.

## وصلات خارجية
- دوغ ماكدونالد على موقع دوري الهوكي الوطني (الإنجليزية)
- دوغ ماكدونالد على موقع EliteProspects.com (الإنجليزية)
- دوغ ماكدونالد على موقع HockeyDB.com (الإنجليزية)
- دوغ ماكدونالد على موقع Hockey-Reference.com (الإنجليزية)